# Arystokraci (serial telewizyjny)
Arystokraci (ang. Aristocrats, 1999) – brytyjski serial obyczajowy w reżyserii Davida Caffreya.
Światowa premiera serialu miała miejsce 20 czerwca 1999 roku na antenie BBC. Ostatni odcinek serialu został wyemitowany 25 lipca 1999 roku. W Polsce serial nadawany był dawniej na kanale TVP2.

## Obsada
- Serena Gordon jako Lady Caroline Lennox
- Anne-Marie Duff jako Lady Louisa Lennox
- Geraldine Somerville jako Lady Emily Lennox
- Jodhi May jako Lady Sarah Lennox
- Alun Armstrong jako Lord Holland
- Ben Daniels jako Lord Kildare
- Julian Fellowes jako Lord Richmond
- Diane Fletcher jako Lady Richmond
- Tom Mullion jako Thomas Connolly
- Andrew Havill jako Charles Bunbury
- George Anton jako William Ogilvie
- John Light jako Lord Edward Fitzgerald

i inni